# ألكسندر نيكوليتش (مبارز بالسيف)
ألكسندر نيكوليتش هو مبارز بالسيف (وحمل سابقاً جنسية يوغوسلافيا)، ولد في 12 مايو 1919.

## وصلات خارجية
- ألكسندر نيكوليتش على موقع أوليمبيديا (الإنجليزية)